# BLAG Linux and GNU
BLAG Linux and GNU는 브릭스턴 리눅스 액션 그룹이 개발한, 지금은 지원이 중단된 리눅스 배포판이다.
BLAG는 멀티미디어, 그래픽스, 데스크톱 인터넷 애플리케이션 등을 포함, 애플리케이션 데스크톱 사용자가 데스크톱으로부터 예측할만한 것들을 포함한 단일 CD 배포판이다. BLAG는 또한 서버 패키지들을 포함하였다. BLAG는 페도라에 Dag, Dries, Freshrpms, NewRPMS 등의 앱들을 추가하였고 커스텀 패키지를 포함하고 있다.
BLAG는 자유 소프트웨어 재단에 의해 "완전한 자유 소프트웨어 배포판"으로 나열된 몇 안 되는 운영 체제들 중 하나이다.

## 역사
BLAG의 최초 정식판은 2002년 10월 22일에 출시되었다. 마지막 안정판 BLAG 140k는 페도라 14에 기반을 두면서 2011년 5월 4일 출시되었다.

## 같이 보기
- 리눅스 배포판 비교